# 注意力不足過動症資優生
注意力不足過動症英才是指同時兼具資賦優異及注意力不足過動症的人。屬於学障资优生（兼具學習障礙與天才特質的特殊人群）的一種。國際上通用的注意力不足過動症分類、治療策略及描述中，沒有特別將注意力不足過動症兒童，依是否資優而進行區分。

## 特徵
資優注意力不足過動症兒童在學校的表現一般是名列前茅，但行為表現卻極不成熟。由於行為問題，通常學校大多數老師不認為資優注意力不足過動症兒童是資優生，也不認為他擁有什麼特殊才藝。反之，學校大部分的老師們都認為他們是暴躁、易怒、叛逆、沒有禮貌的壞學生。他們在感興趣的領域，有亮眼的表現，但在行為或人際關係上卻是常令人頭痛萬分。由於這類負面形象，不符合一般人對資優生的正面期待，往往使得老師常忽略了他們的潛能。
臨床上，除了雙重特殊兒童的特質，還歸納出資優注意力不足過動症兒童可能會表現以下的行為：常在不適當的時間點開玩笑或惡作劇、對於简单重复劳动感到厭煩或抗拒、高度自我批判，難以接受失敗經驗。有時寧願獨處。上課時很難專心聽講。情緒敏感。不注重細節，做事草率衝動。拒絕服從權威、固執、霸道。無法與同儕相處，經常與人爭吵。
資優注意力不足過動症兒童在行為問題上有許多特徵與普通注意力不足過動症兒童相類似，使得注意力不足過動症資優兒童容易因此而誤判，或忽略了其實際擁有的內在潛能。

## 辨別方式
| 比較項目   | 普通注意力不足過動症兒童               | 資優注意力不足過動症兒童                                                                                       |
| ---------- | -------------------------------------- | --- |
| 專注       | 大多數情況下無法集中注意力             | 缺乏興趣的情況下無法集中注意力，但對自己感興趣的事物上卻多數能表現高度專注力                                   |
| 工作持續力 | 做事多數虎頭蛇尾，常無法完成指定的工作 | 對有興趣的事物經常表現過人的耐心和持續力                                                                       |
| 衝動行為   | 大多數情況下無法自己控制衝動           | 思考速度太快，思考內容太多，急於分享而無法控制自己的衝動行為                                                   |
| 遵守規範   | 遵守行為規範與服從指令上有困難         | 遵守行為規範與服從指令上有困難，但會進一步質疑權威（例如：老師、家長等）與規範的合理性與正當性，因此叛逆和好辯 |
| 活動能力   | 顯得精力旺盛，無的放矢的宣洩           | 顯得精力旺盛，但發揮得較有方向，也能計畫自己下一步要做什麼                                                     |

## 調整方法
資優注意力不足過動症兒童體內由於資賦優異與注意力不足過動症雙重特質交互影響，使得他們不易發现。
《資優教育季刊》收錄的文獻對此曾提到，家長和老師應仔細探究兒童在不同情境下學習與行為表現，不要當兒童出現不當行為時，就予以負面標籤，影響了其潛能發展，或使得他們錯失原本可有的協助與輔導；家長應調整教導方法，給予適度與清楚的期望，也要接納他們不由己的脫軌表現。注意力不足過動症兒童的行為特質，有助於創造力的發展，例如，注意力不足過動症兒童擁有較佳的想像力。只要在發現注意力不足過動症資優兒童後，提供有效、專業的介入與輔導，會因著這不同的特質，而擁有更不一樣的人生。，有些雙重特殊學生可能在逐漸長大後會出現情緒困擾，感覺為社會所孤立，因而發展出攻擊或退縮行為。長期於人際關係上的失敗，也會導致無助感和無望感。最後，在沮喪的情況下，其可能選擇規避最起碼的學習及社會要求，以免讓自己陷入痛苦深淵。